# Русалка (балада)
Русалка (балада) - балада Тараса Григоровича Шевченка, що була написана у 1846 році.

## Текст
«Породила мене мати
В високих палатах
Та й понесла серед ночі
У Дніпрі скупати.
Купаючи, розмовляла
Зо мною, малою:
«Пливи, пливи, моя доню,
Дніпром за водою.
Та випливи русалкою
Завтра серед ночі,
А я вийду гуляти з ним,
А ти й залоскочеш.
Залоскочи, моє серце,
Нехай не сміється
Надо мною, молодою,
Нехай п’є-уп’ється
Не моїми кров-сльозами —
Синьою водою
Дніпровою. Нехай собі
Гуляє з дочкою.
Пливи ж, моя єдиная.
Хвилі! мої хвилі!
Привітайте русалоньку...» —
Та й заголосила,
Та й побігла. А я собі
Плила за водою,
Поки сестри не зостріли,
Не взяли з собою.
Уже з тиждень, як росту я,
З сестрами гуляю
Опівночі. Та з будинку
Батька виглядаю. /377/
А може, вже поєдналась
З паном у палатах?
Може, знову розкошує
Моя грішна мати?» —
Та й замовкла русалочка,
В Дніпро поринула,
Мов пліточка. А лозина
Тихо похитнулась. 

Вийшла мати погуляти,
Не спиться в палатах.
Пана Яна нема дома,
Ні з ким розмовляти.
А як прийшла до берега,
То й дочку згадала,
І згадала, як купала
І як примовляла.
Та й байдуже. Пішла собі
У палати спати.
Та не дійшла, довелося
В Дніпрі ночувати.
І незчулась, як зуспіли
Дніпрові дівчата —
Та до неї, ухопили,
Та й ну з нею гратись,
Радісінькі, що піймали,
Грались, лоскотали,
Поки в вершу не запхали...
Та й зареготались.
Одна тілько русалонька
Не зареготалась.»